# سووپنو (شهرستان پوتسک، استان ماسوویان)
سووپنو (به لهستانی:  Słupno) یک روستا در لهستان است که در گمینا سووپنو واقع شده‌است. سووپنو ۷۹۰ نفر جمعیت دارد.